# متوگو

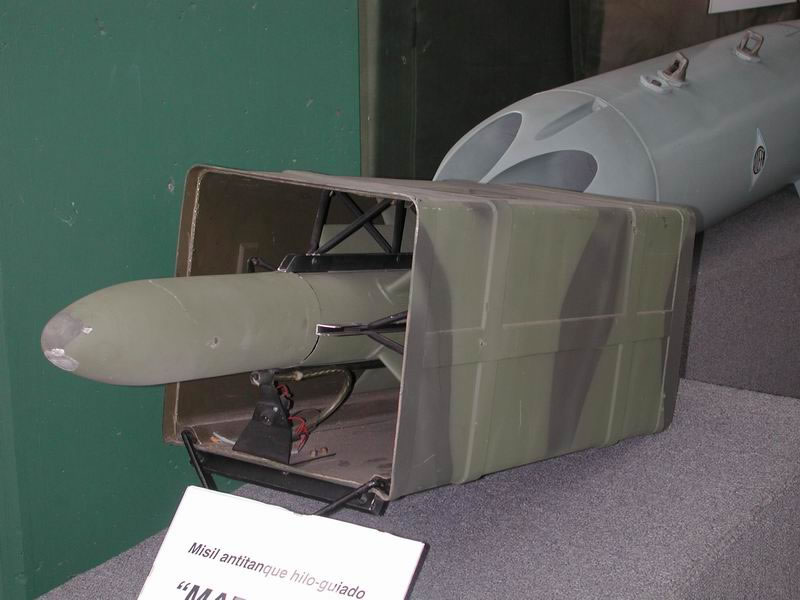
متوگو

موشک متوگو (به انگلیسی: Mathogo)، موشکی هوا به زمین کوتاه‌برد ساخت آرژانتین است و علیه تانک های متوگو بکار می‌رود.
این موشک توسط بالگردهای Agusta قابل حمل و استفاده است. متوگو در سال ۱۹۷۸ وارد ارتش آرژانتین شد.

## ویژگی‌ها
- طول: ۱۰۰ سانتیمتر
- قطر: ۲/۱۰ سانتیمتر
- وزن: ۳/۱۱ کیلوگرم
- برد: ۳ کیلومتر
- پهنای بال: ۴۷ سانتیمتر